# Сара Кетрін Гілберт
Сара Кетрін Гілберт (англ. Sarah Catherine Gilbert, квітень 1962) — британська вакцинолог, професор вакцинології в Оксфордському університеті та співзасновник компанії «Vaccitech». Вона спеціалізується на розробці вакцин проти грипу та нових вірусних збудників. Гілберт керувала розробкою та тестуванням універсальної вакцини проти грипу, яка пройшла клінічні дослідження в 2011 році.
У січні 2020 року вона прочитала повідомлення на ProMED-mail про 4 осіб у Китаї, які захворіли на незвичну пневмонію невідомого походження в Ухані. Протягом 2 тижнів в Оксфорді була розроблена вакцина проти нової хвороби, яка пізніше стала відомою як COVID-19. 30 грудня 2020 року вакцина Oxford–AstraZeneca проти COVID-19, яку вона розробила спільно з «Oxford Vaccine Group», була схвалена для використання у Великій Британії. Станом на січень 2022 року в понад 170 країнах світу було введено понад 2,5 мільярда доз вакцини.

## Ранні роки й освіта
Сара Кетрін Гілберт народилася в Кеттерінгу в Нортгемптонширі. Її батько був помічником шевця, а мати була вчителем початкової школи. Гілберт відвідувала Кеттерінгську середню школу для дівчат, де вона зрозуміла, що хоче працювати в медицині. Вона отримала дуже виокий рівень оцінок у свідоцтві про повну середню освіту. У 1983 році вона отримала ступінь бакалавра біологічних наук в Університеті Східної Англії. Під час навчання в університеті вона почала грати на саксофоні, та тренувалася в лісах навколо університету, щоб не заважати іншим своєю грою.
Гілберт перейшла до Університету Галла, щоб отримати докторський ступінь, де досліджувала генетику та біохімію дріжджів Rhodosporidium toruloides, отримавши ступінь доктора філософії в 1986 році.

## Дослідження та кар'єра
Отримавши докторський ступінь, Гілберт працювала докторантом у промисловості у Фонді досліджень пивоварної промисловості, а потім перейшла в Біоцентр Лестера. У 1990 році Гілберт стала співробітником «Delta Biotechnology», біофармацевтичної компанії, яка виробляла ліки в Ноттінгемі. У 1994 році Гілберт повернулася до академії, та працювала в лабораторії Адріана Гілла. Її ранні дослідження розглядали взаємодію хазяїна та паразита при малярії. У 1999 році вона стала викладачем університету, а в 2004 році отримала ступінь лектора з вакцинології в Оксфордському університеті.
У 2010 році Сара Гілберт стала професором Інституту Дженнера. За підтримки «Wellcome Trust» Гілберт розпочала роботу над розробкою та створенням нових вакцин проти грипу. Її дослідження, зокрема, включали розробку та доклінічні тестування щеплень проти вірусу, які вбудовують патогенний білок у безпечний вірус. Ці противірусні щеплення спричинюють Т-клітинну відповідь, яка може бути використана проти вірусних захворювань, малярії та раку.
Гілберт брала участь у розробці та тестуванні універсальної вакцини проти грипу. На відміну від звичайних щеплень, універсальна вакцина проти грипу не стимулює вироблення антитіл, а стимулює імунну систему створювати Т-клітини, специфічні для грипу. Вона використовує один із основних білків (нуклеопротеїн і матричний білок 1) усередині вірусу грипу А, а не зовнішні білки, які існують на зовнішній оболонці.
Оскільки з віком імунна система слабшає, звичайні щеплення неефективні для літніх людей. Універсальну вакцину проти грипу не потрібно переформатувати щороку, тому люди не потребують щеплення від сезонного грипу . Її перші клінічні випробування, проведені в 2008 році, використовували підтип вірусу грипу А H3N2 і включали щоденний моніторинг симптомів пацієнта. Це було перше дослідження, яке показало можливість стимулювати Т-клітини у відповідь на вірус грипу, і що така стимуляція захистить людей від захворювання на грип. Її дослідження показали, що аденовірусний вектор ChAdOx1 можна використовувати для вакцинації, яка захищає мишей від близькосхідного респіраторного синдрому (MERS) і здатна індукувати імунну відповідь проти MERS у людей. Той самий вектор також був використаний для створення вакцини проти вірусу Ніпа, яка була ефективною для хом'яків (але ніколи не була досліджена на людях), на додаток до потенційної вакцини від гарячки Рифт Валлі, яка захищала овець, кіз і велику рогату худобу (але не доведено на людях).
Гілберт брав участь у розробці нової вакцини для захисту від коронавірусу з початку пандемії COVID-19. Вона очолювала роботу над цією вакциною-кандидатом разом з Ендрю Поллардом, Терезою Ламбе, Сенді Дуглас, Кетрін Грін і Адріаном Гіллом. Як і в її попередній роботі, вакцина проти COVID-19 використовує аденовірусний вектор, який стимулює імунну відповідь проти білка шиповидних відростків коронавірусу. Було оголошено про плани розпочати дослідження на тваринах у березні 2020 року, а 27 березня розпочався набір 510 учасників дослідження на людях фази I/II.
У квітні 2020 року Гілберт дав інтерв'ю про розвиток подій Ендрю Марру на телеканалі BBC. Того ж місяця Гілберт повідомила, що її вакцина-кандидат може бути доступна до вересня 2020 року, якщо все піде за планом із клінічним дослідженням, яке отримало фінансування з таких джерел, як Коаліція з питань інновацій для готовності до епідемій. У вересні 2020 року Гілберт повідомила, що вакцина AZD1222 виробляється компанією AstraZeneca, поки тривають дослідження III фази. Завдяки своїм дослідженням щодо вакцини Гілберт потрапила в «Список потужних науковців» The Times у травні 2020 року.
У 2021 році Гілберт і Кетрін Грін опублікували книгу «Vaxxers: the inside story of the Oxford AstraZeneca vaccine and the race against the virus».

## Визнання
У вересні 2020 року Гілберт була предметом передачі «The Life Scientific» на BBC Radio 4. Вона також була в списку 100 жінок BBC, оголошеному 23 листопада 2020 року, і стала старшим асоційованим науковим співробітником коледжу Крайст Черч в Оксфорді. Гілберт була нагороджена медаллю Розалінд Франклін за її заслуги в науці Британською гуманістичною асоціацією на щорічній лекції Розалінд Франклін 5 березня 2021 року, на якій вона виступила з лекцією під назвою «Змагання проти вірусу». Лекція детально розповіла про історію науки про вакцинацію та розповіла про запровадження вакцини Oxford—AstraZeneca.
У червні 2021 року Сарі Гілберт аплодували стоячи на Вімблдонському турнірі 2021 року. У 2021 році на її честь виробник іграшок компанія «Mattel» використала Сару Гілберт як модель для ляльки Барбі (Барбі Шеро).

## Нагороди
- 2021: Британська гуманістична асоціація — Медаль Розалінд Франклін[48]
- 2021: Медаль Альберта Королівського товариства мистецтв[52]
- 2021 — Дама-командор Ордена Британської імперії (DBE) у нагороді до дня народження королеви 2021 року за заслуги в галузі науки та охорони здоров'я у розробці вакцини проти COVID-19[53]
- 2021 — Премія принцеси Астурійської за технічні та наукові дослідження[54]
- 2021 — Золота медаль Королівського товариства медицини[55]
- 2022 — Почесний доктор наук Університету Східної Англії[56]
- 2023 — Міжнародна премія короля Фейсала з медицини[57]
- 2023 — член Королівського товариства[58]

## Особисте життя
Гілберт народила трійню в 1998 році. Її партнер відмовився від кар'єри, щоб стати їх основним доглядальником. Станом на 2020 рік усі троє вивчають біохімію в університеті.

## Вибрані публікації
Гілберт має h-індекс 95 згідно з Google Scholar. Серед її публікацій:
- Voysey M., Sue Ann Costa Clemens, Madhi S. A. et al. Safety and efficacy of the ChAdOx1 nCoV-19 vaccine (AZD1222) against SARS-CoV-2: an interim analysis of four randomised controlled trials in Brazil, South Africa, and the UK // Lancet / R. Horton — Elsevier, 2020. — Vol. 397, Iss. 10269. — P. 99–111. — ISSN 0140-6736; 1474-547X — doi:10.1016/S0140-6736(20)32661-1
- Gilbert S., GL S. Enhanced immunogenicity for CD8+ T cell induction and complete protective efficacy of malaria DNA vaccination by boosting with modified vaccinia virus Ankara // Nat. Med. — NPG, Springer Science+Business Media, 1998. — Vol. 4, Iss. 4. — P. 397–402. — ISSN 1078-8956; 1546-170X — doi:10.1038/NM0498-397
- McShane, H; Pathan, A A; Sander, C R; Keating, S M; Gilbert, S C; Huygen, K; Fletcher, H A; Hill, A V S (December 2004). Erratum: Recombinant modified vaccinia virus Ankara expressing antigen 85A boosts BCG-primed and naturally acquired antimycobacterial immunity in humans. Nature Medicine. 10 (12): 1397. doi:10.1038/nm1204-1397a. ISSN 1078-8956. (англ.)
- Gilbert S., Kester K. E., McConkey S. J. et al. Enhanced T-cell immunogenicity of plasmid DNA vaccines boosted by recombinant modified vaccinia virus Ankara in humans // Nat. Med. — NPG, Springer Science+Business Media, 2003. — Vol. 9, Iss. 6. — P. 729–735. — ISSN 1078-8956; 1546-170X — doi:10.1038/NM881
- Gilbert S., Kwiatkowski D. P., BM G. Association of malaria parasite population structure, HLA, and immunological antagonism. // Science / H. Thorp — Northern America: AAAS, 1998. — Vol. 279, Iss. 5354. — P. 1173–1177. — ISSN 0036-8075; 1095-9203 — doi:10.1126/SCIENCE.279.5354.1173 (англ.)
- Ewer K. J., Rampling T., Bowyer G. et al. A Monovalent Chimpanzee Adenovirus Ebola Vaccine Boosted with MVA // N. Engl. J. Med. / J. M. Drazen, F. J. Ingelfinger — MMS, 2015. — Vol. 374, Iss. 17. — P. 1635–1646. — ISSN 0028-4793; 1533-4406 — doi:10.1056/NEJMOA1411627 (англ.)
- Gilbert, Sarah; Green, Catherine (2021). Vaxxers: the inside story of the Oxford AstraZeneca vaccine and the race against the virus. London: Hodder & Stoughton. ISBN 9781529369854. (англ.)